# Tyonek, Alaska
Tyonek, Alaska (енгл. Tyonek) насељено је место без административног статуса у америчкој савезној држави Аљаска.

## Демографија
По попису из 2010. године број становника је 171, што је 22 (-11,4%) становника мање него 2000. године.
| Група             | 2000.    | 2010.    |
| Белци             | 9 (4,7%) | 7 (4,1%) |
| Афроамериканци    | 0 (0,0%) | 0 (0,0%) |
| Азијати           | 0 (0,0%) | 0 (0,0%) |
| Хиспаноамериканци | 5 (2,6%) | 9 (5,3%) |
| Укупно            | 193      | 171      |